# Trait hanovrien d'origine Schleswig
Le Trait hanovrien d'origine Schleswig (allemand : Hannoversches Kaltblut Schleswiger Ursprungs) est une race de chevaux de trait originaire de Basse-Saxe, en Allemagne. Issue du Trait du Schleswig, elle est en cours de sélection. Ces chevaux présentent généralement une robe alezan aux crins lavés, et un format moyen. Ils sont destinés à la traction et à l'attelage.

## Histoire
La caractérisation de cette race est très récente, puisque le stud-book du Trait hanovrien d'origine Schleswig a été approuvé en octobre 2006 à Verden, puis créé en 2012, par scission de celui du Trait du Schleswig. Cette race constitue donc, à l'origine, une sous-population de la race Schleswig. Le premier étalon approuvé est Fritz, appartenant à Hermann Drechsler, à Mollhagen.
En 2007, le nombre de sujets recensés est de seulement 33. 

## Description
L'objectif d'élevage est l'obtention d'un cheval de trait polyvalent et de poids moyen, ou d'un cheval de sport lourd. La fourchette de taille recherchée se situe entre 1,57 m et 1,65 m pour les juments, et entre 1,60 m et 1,70 m pour les étalons, avec un tour de canon de 24 à 28 cm. Le modèle est grand et puissant. Le règlement du stud-book recherche une tête sèche aux yeux vifs, une encolure forte et pas trop courte, de la profondeur de corps, du cadre, des articulations sèches, des sabots ronds avec des talons haut, des crins soyeux et pas trop abondants. 
La robe alezan est majoritaire, généralement avec des crins lavés, mais d'autres robes sont représentées, telles que le noir et le bai
Une sélection sur le tempérament a été mise en place, celui-ci doit en effet être calme et robuste, tout en déployant de la puissance.
Le stud-book accepte les chevaux de race Boulonnais, Breton, Trait allemand du Sud, Noriker, Suffolk Punch et Cob normand,. Des croisements avec le Pur-sang sont pratiqués, de façon limitée, pour alléger le modèle.

## Utilisations
La race est sélectionnée prioritairement pour la traction, qu'elle soit agricole ou de débardage, et l'attelage. 

## Diffusion de l'élevage
La race est indiquée comme rare dans la base de données DAD-IS, et est propre à la Basse-Saxe, en Allemagne. En 2016, seuls 16 chevaux sont enregistrés comme faisait partie du stud-book du Trait hanovrien d'origine Schleswig. 